# KSV 바우나탈 II
KSV 바우나탈 II(독일어: Kultur- und Sportverein Baunatal e.V.)은 독일 헤센 주 바우나탈에 연고지를 둔 독일의 축구단자 KSV 바우나탈의 리저브팀이다.